# بیاکوتای
بیاکّوتای، واحد ببرهای سفید (به ژاپنی: 白虎隊 Byakkotai) یک گروه در حدود ۳۰۵ نوجوان سامورایی از اهالی قلمروی آیزو بودند که در جنگ بوشین نبرد کردند.